# FlyOne
FlyOne é uma companhia aérea privada de baixo custo com sede em Chișinău, Moldávia. Foi fundada em 2015 e lançou suas operações em 2016. Ela opera voos regulares e charter de sua base no Aeroporto Internacional de Chișinău.

## História
A companhia aérea recebeu seu Certificado de Operador Aéreo no final de março de 2016, e operou seus primeiros voos regulares de passageiros em junho de 2016 para Antalya, Heraklion e Rhodes. Em 2019, a FlyOne lançou uma plataforma para planejamento de viagens em colaboração com a GoQuo.

## Frota

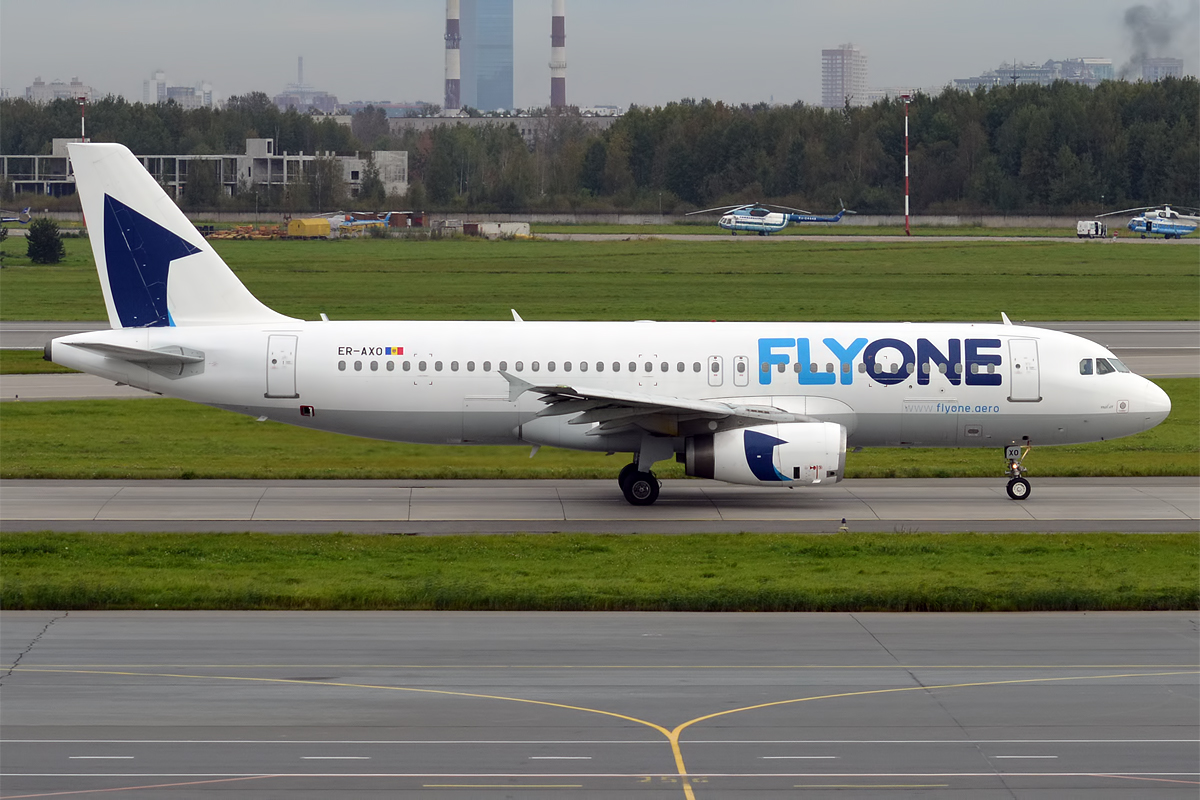
Um Airbus A320-200 da Fly One

Em julho de 2021, a frota FlyOne incluia as seguintes aeronaves:
| Aeronaves       | Em Serviço | Ordens | Passageiros |
| --------------- | ---------- | ------ | ----------- |
| Airbus A320-200 | 4          | –      | 144         |
| Airbus A319-100 | 1          | –      | 180         |
| Total           | 5          | 0      |             |